# Fernando Masone
Fernando Masone, detto don Fernando (Pescolamazza, 6 aprile 1936 – Roma, 1º luglio 2003), è stato un militare, poliziotto e prefetto italiano, capo della polizia dal 1994 al 2000.

## Biografia
Originario della provincia di Benevento, era nato a Pescolamazza nel 1936. Laureato in giurisprudenza, Fernando Masone entrò nei ruoli della Polizia nel 1963.
Dal 1973 al 1979 diresse la Squadra mobile di Roma, in anni di eclatanti episodi di cronaca nera: l'omicidio di Pasolini, il sequestro di Paul Getty junior, la strage di via Fani con il rapimento di Moro. Dal 1979 è direttore della Criminalpol del Lazio.
Nel 1988, dopo la promozione a questore, diresse le questure di Caserta, dal 1989 Palermo e, dal 1991, della capitale.
Il 27 agosto 1994 fu nominato capo della Polizia, dal primo governo Berlusconi, ministro dell'Interno Roberto Maroni, succedendo a Vincenzo Parisi. Nel periodo della sua direzione si registrarono gli arresti di Felice Maniero, capo della cosiddetta mala del Brenta e dei mafiosi Giovanni Brusca e Michelangelo La Barbera. Furono eseguiti, inoltre, gli arresti dei componenti della banda della Uno bianca: un'associazione criminale, operante dal 1987 al 1994 nel territorio dell'Emilia-Romagna, composta in gran parte da poliziotti, e responsabile di un elevato numero di rapine ed altri gravi reati che provocarono complessivamente ventiquattro morti e oltre cento feriti.
La presenza di agenti di polizia in una banda responsabile di gravi delitti, attiva per molti anni, creò sconcerto nell'opinione pubblica e un serio imbarazzo nella Polizia italiana.
Il 31 maggio 2000 cessò il suo incarico al vertice della Polizia e fu sostituito da Gianni De Gennaro.
Successivamente, nel 2001, venne nominato segretario generale del CESIS, Comitato Esecutivo per i Servizi di Informazione e Sicurezza, che all'epoca esercitava funzioni di coordinamento tra SISDE e SISMI, gli altri due organi dei servizi segreti italiani.
Malato da tempo, morì nel 2003 a Roma. I funerali si svolsero nella basilica di Santa Maria degli Angeli alla presenza, tra gli altri, del presidente della Repubblica Ciampi.